# Вулиця Піонерська (Чистякове)
Вулиця Піонерська — вулиця, розташована в центрі міста Чистякового.
Починається з перетину з вулицею 50 років СРСР і закінчується перетином з вул. Сизранцева. На ділянці від перетину з вул. Ніколаєва до перетину з вул. Енгельса рух обмежений, від вул. Енгельса до вул. Сизранцева — односторонній (в бік вул. Сизранцева).
Забудова вулиці сучасними архітектурними формами почалась в кінці 60-х років XX століття.

## Забудова
- № 1 - житловий будинок (маг. «Донбас», «Алкоголь & Сигарети», «Продукти», кафе «Донбас», «Оптика»)
- № 2 - житловий будинок (аптека)
- № 3 - будівля міської ради
- № 5 - житловий будинок (маг. «Будинок Книги»)
- № 7 - житловий будинок (маг. «Мелодія»)
- № 9 - житловий будинок (клуб «Ваше здоров'я», «Фотосалон»)
- № 11 - Палац дитячої та юнацької творчоті «Юність»
- № 13 - житловий будинок («Салон краси»)
- № 15 - житловий будинок (маг. «Мебліта»)
- № 17 - житловий будинок (кол. кафе «Піраміда»)
- № 2"А" - Палац культури ім. В. Маяковського